# Mun-dok Uldži
Mun-dok Uldži (v originále 을지문덕, konec 6. století – začátek 7. století) byl korejský válečník a vojevůdce. Je řazen mezi největší stratégy korejského království Kogurjo, jež existovalo mezi lety 37 před Kristem až 668 našeho letopočtu. Zabíralo území severních partií Korejského poloostrova a spolu se státy Pekče a Silla, jež zabíraly jeho jižní část, tvořilo takzvané Tři království Koreje (Samguk). Uldži byl vzdělaný muž, který od svého mládí zastával vysoké nejen vládní, ale také vojenské funkce.

## Konflikt sČínou
Království Kogurjo od svého vzniku bylo při své severní hranici ohrožováno sousední Čínou. Toto nebezpečí pokleslo po roce 220 po Kristu, kdy se v Číně rozpadla do té doby mocná vládnoucí dynastie Chan. Následně její severní oblasti po několik staletí ovládaly kočovné kmeny, jež ale s ohledem na svou vojenskou sílu neznamenaly pro království Kogurjo výraznější problém. Situace se změnila roku 589, kdy se čínské dynastii Suej podařilo jednotlivé rozdrobené oblasti sjednotit pod svou nadvládu. Se vzniklým čínským útvarem nemínilo království Kogurjo spolupracovat. Čínský císař Jang-ti se roku 611 rozhodl sousední Kogurjo vojensky rozprášit. Nashromáždil proto armádu, podle síly údajně největší v dosavadní historii země. Byť některé korejské zdroje její sílu odhadují na více než milion vojáků, reálnější je střízlivější odhad uvádějící sílu asi pěti set tisíc mužů. Panovník Jang-ti se navíc postavil do jejího čela.
Obranné šiky království Kogurjo vedl Mun-dok Uldži. Jeho armáda ovšem byla méně početná než soupeř. Přesto se mu vlivem vhodně zvolené strategii a několika nastraženým léčkám, do nichž se podařilo Číňany vlákat, dokázal útočící armádu v bitvě u řeky Salsu porazit. Jang-tiova armáda se totiž rozhodla dobýt hlavního město království Kogurja, jímž byl Pchjongjang. Číňané již ovšem neměli takovou sílu, neboť vojáci byli vyčerpáni a vyhladovělí dlouhý pochodem, navíc jim nepomáhalo ani deštivé počasí, jež tehdy panovalo, takže jejich šiky dosahovaly počtu asi tří set tisíc. Přímo v závěrečné bitvě s Korejci padly deseti tisíce nájezdníků a zbývající se podařilo dostihnout při jejich útěku. Zpět do Číny se z tak početné armády nakonec vrátily necelé tři tisíce vojáků.

## Dopady války
Vítězství Uldžiho armády mělo význam pro budoucí vývoj na Korejském poloostrově i pro zbylé státy Tří království. Pokud by se totiž Číňanům podařilo zničit království Kogurjo, získali by do své říše severní část celého poloostrova, což by oslabilo státy na jeho jihu. Tím by hrozil zánik korejského národa. V upomínku na korejského vojevůdce se proto jedna z hlavních ulic jihokorejského hlavního města Soulu jmenuje Uldžiro, tedy Uldžiho třída.